# 올드 사우스 집회소

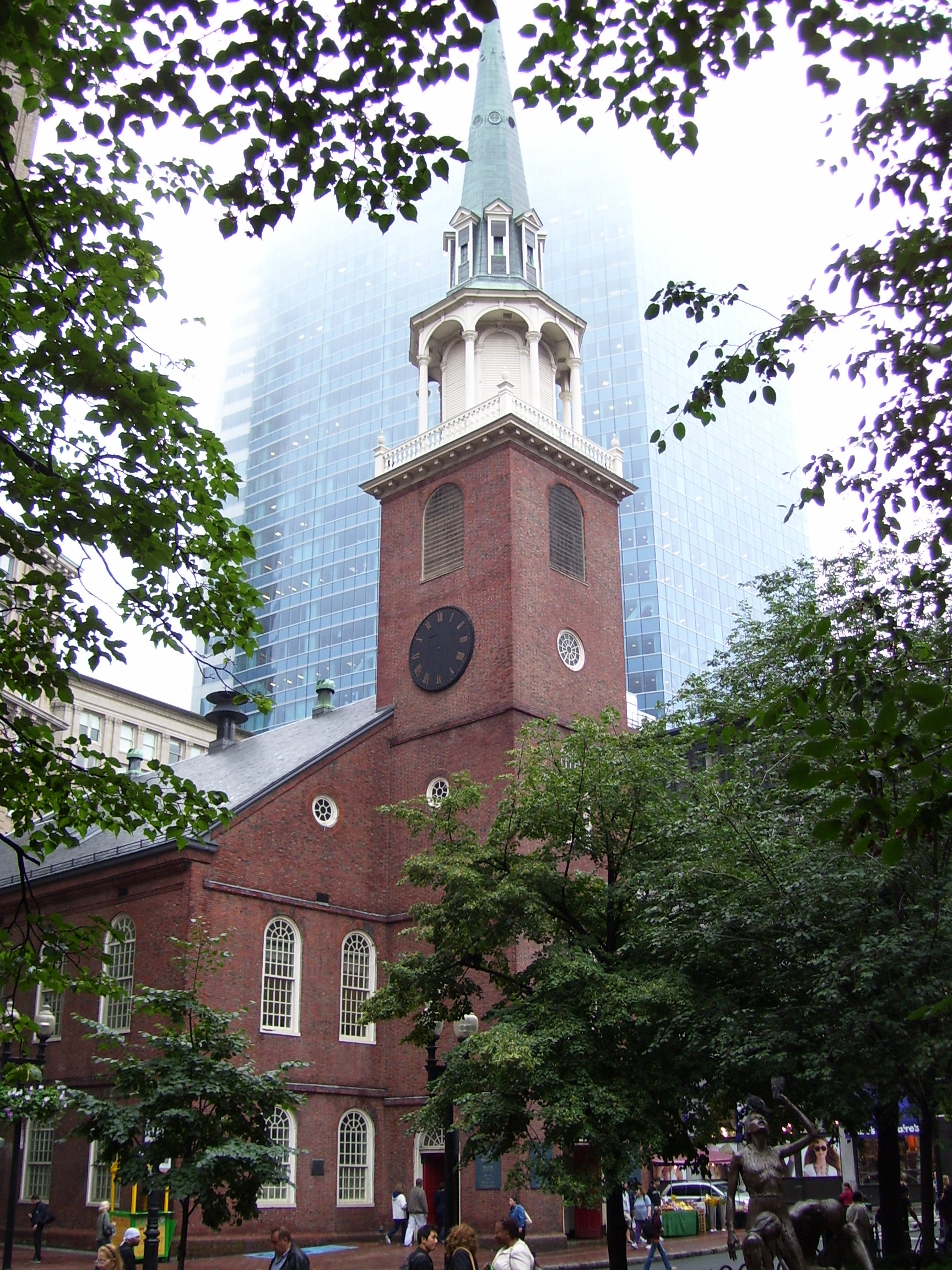
올드 사우스 집회소

올드 사우스 집회소( - 集會所, 영어: Old South Meeting House)는 미국 매사추세츠주 보스턴에 위치한 역사적인 건물이다. 1729년 청교도 교회로 설립되었으며, 1773년 보스턴 차 사건을 계획했던 집회가 열렸던 장소이기도 하다. 1872년 보스턴 대화재로 건물의 대부분을 소실하고, 복원하여 현재는 박물관으로 사용되고 있다.

## 같이 보기
- 올드 사우스 교회